# Persée et Andromède (Leighton)
Pour les articles homonymes, voir Persée et Andromède.
Persée et Andromède est une peinture à l'huile de Frederic Leighton. Achevée en 1891, année où elle a été exposée à la Royal Academy of Arts, elle dépeint l'histoire mythologique d'Andromède,. Malgré la base classique de la scène, Leighton a utilisé un style gothique pour son œuvre. La peinture est dans la collection des National Museums Liverpool à la Walker Art Gallery.